# Greppelrus
Greppelrus (Juncus bufonius) is een kleine, eenjarige plant uit de russenfamilie (Juncaceae). De plant varieert in grootte van 3 tot 30 cm. De plant bloeit vanaf juni en tot in de herfst zijn er bloeiende exemplaren te vinden. De lancetvormige bloemdekbladen zijn groen met een vliezige rand. De binnenste zijn lang toegespitst en kunnen meer dan 5 mm lang zijn. Ze steken boven de rijpe doosvrucht uit. Op de rijpe doosvrucht is de plek waar de stijl gezeten heeft te herkennen aan een spitsje op de top. De bloemen zijn relatief groot voor een rus van dit kleine formaat. De bloeiwijze bestaat uit verschillende vorken waar de bloemen vrij verspreid in staan. Het zaad is 0,5 mm groot.
De bladeren zijn smal en lang, maximaal 1 mm breed en ontspringen aan een schede die beetje rossig of gelig is.
Greppelrus staat op de Nederlandse Rode lijst van planten als algemeen voorkomend en stabiel of in aantal toegenomen. Het aantal chromosomen is 2n = 80-108.

## Voortplanting en verspreiding
Bij de greppelrus is cleistogamie beschreven; dat wil zeggen dat de bloem in de knop zichzelf al bevrucht en daardoor niet hoeft te bloeien. De plant komt over de gehele wereld voor. Het is een echte pioniersplant: hij groeit vooral op open plaatsen zonder veel begroeiing. Wanneer de begroeiing zich sluit dan verdwijnt deze soort.
Het is een plant van natte tot vochtige voedselrijke omgeving. Wanneer deze soort gaat groeien in een voedselarm milieu dan duidt dat op verrijking. Hij groeit in Nederland op zand en leem. Op veengronden en zware klei groeit hij nauwelijks. In Nederland en België is hij algemeen. Ook in tuinen en perken is hij te vinden. Daar groeit de soort als onkruid, maar het wieden is geen probleem omdat de soort als eenjarige een beperkt wortelstelsel heeft en daardoor gemakkelijk uit de grond is te trekken. Aan de andere kant wordt door wieden de grond opengehouden en blijft het milieu geschikt voor deze plant.

## Taxonomische status
De onderverdeling of opsplitsing van de greppelrus is binnen de taxonomie onderwerp van discussie. Zo is de zilte greppelrus (Juncus ambiguus) beschreven als ondersoort van de greppelrus als Juncus bufonius subsp. ambiguus of als subsp. ranarius. De derde druk van de Flora van België, het Groothertogdom Luxemburg, Noord-Frankrijk en de aangrenzende gebieden  en de drieëntwintigste druk van Heukels' Flora van Nederland  onderscheiden ook nog de gestreepte rus (Juncus foliosus) van de greppelrus.
Als ondersoorten worden onderscheiden:
- Juncus bufonius subsp. bufonius met alleenstaande bloemen
- Juncus bufonius subsp. fascilatus met bloemen in groepjes van twee tot vijf.
- Juncus bofonius subsp. minutulus met kortere en rechtopstaande bloemdekbladen en drie meeldraden die helmknoppen hebben van 0,2-0,5 mm lengte. Ook de zes meeldraden tussen de 0,5-1,7 mm lengte vormen een kenmerk van deze ondersoort. De Flora van België die deze ondersoort noemt, twijfelt aan de taxonomische status ervan.

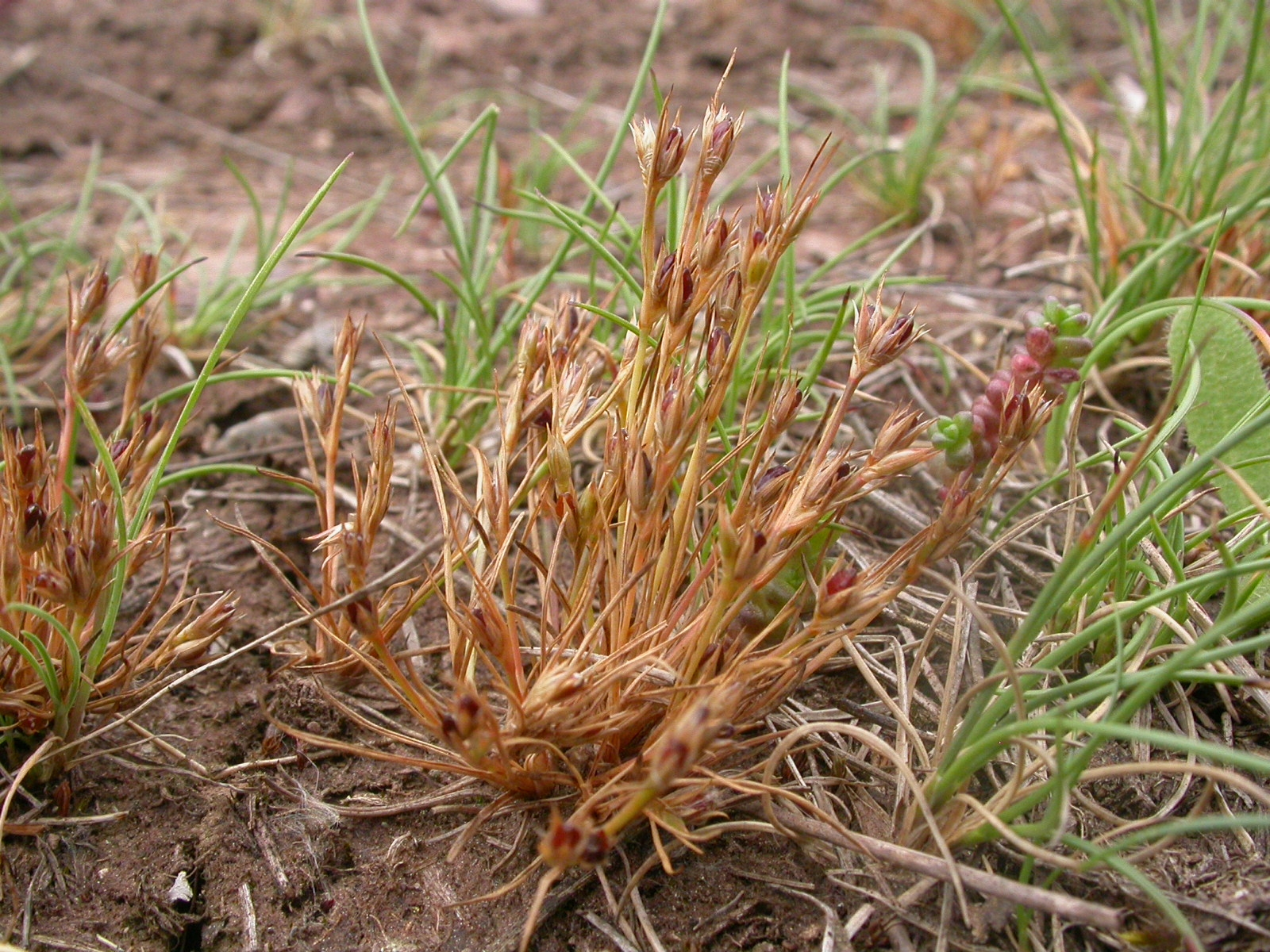
Plant
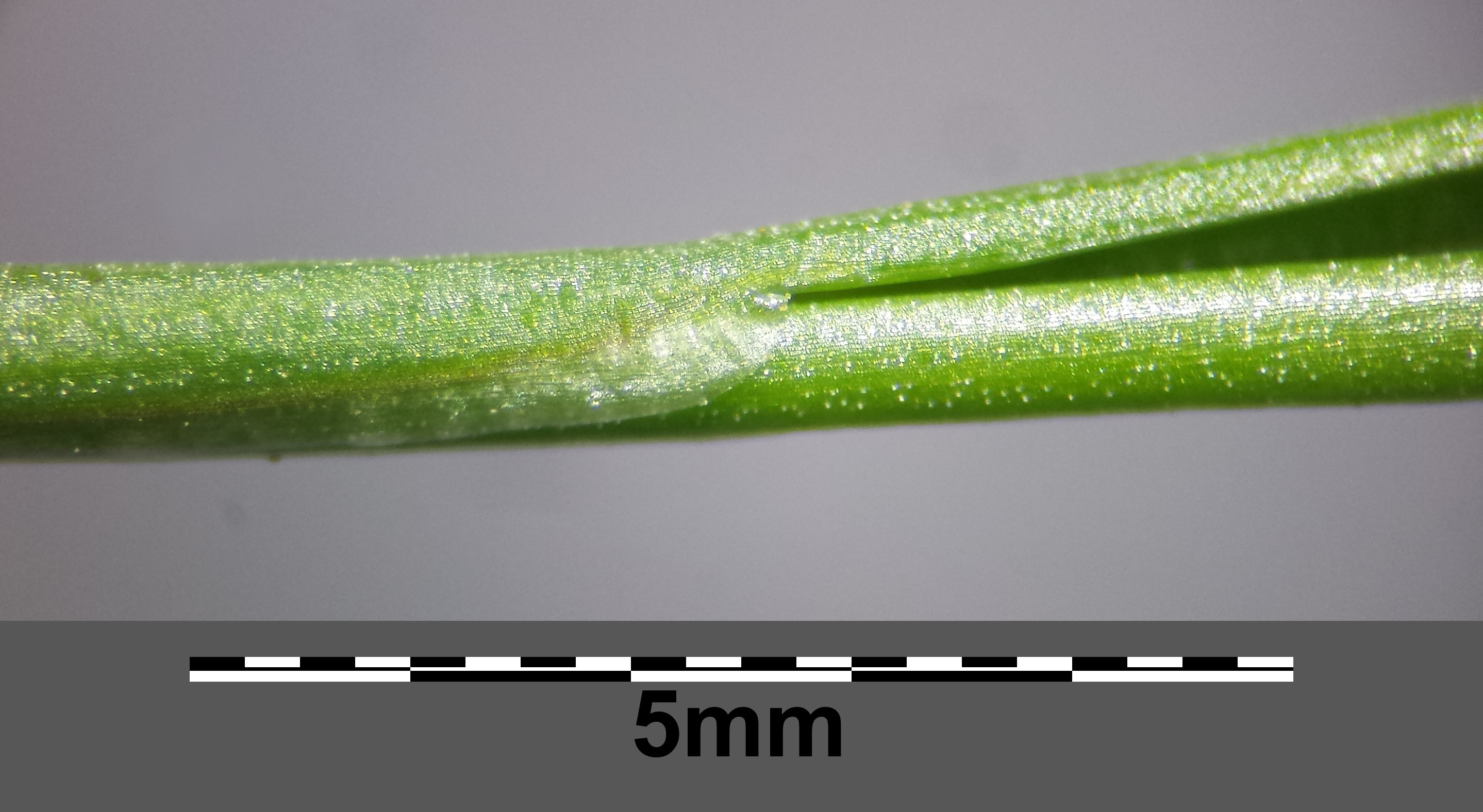
Stengel
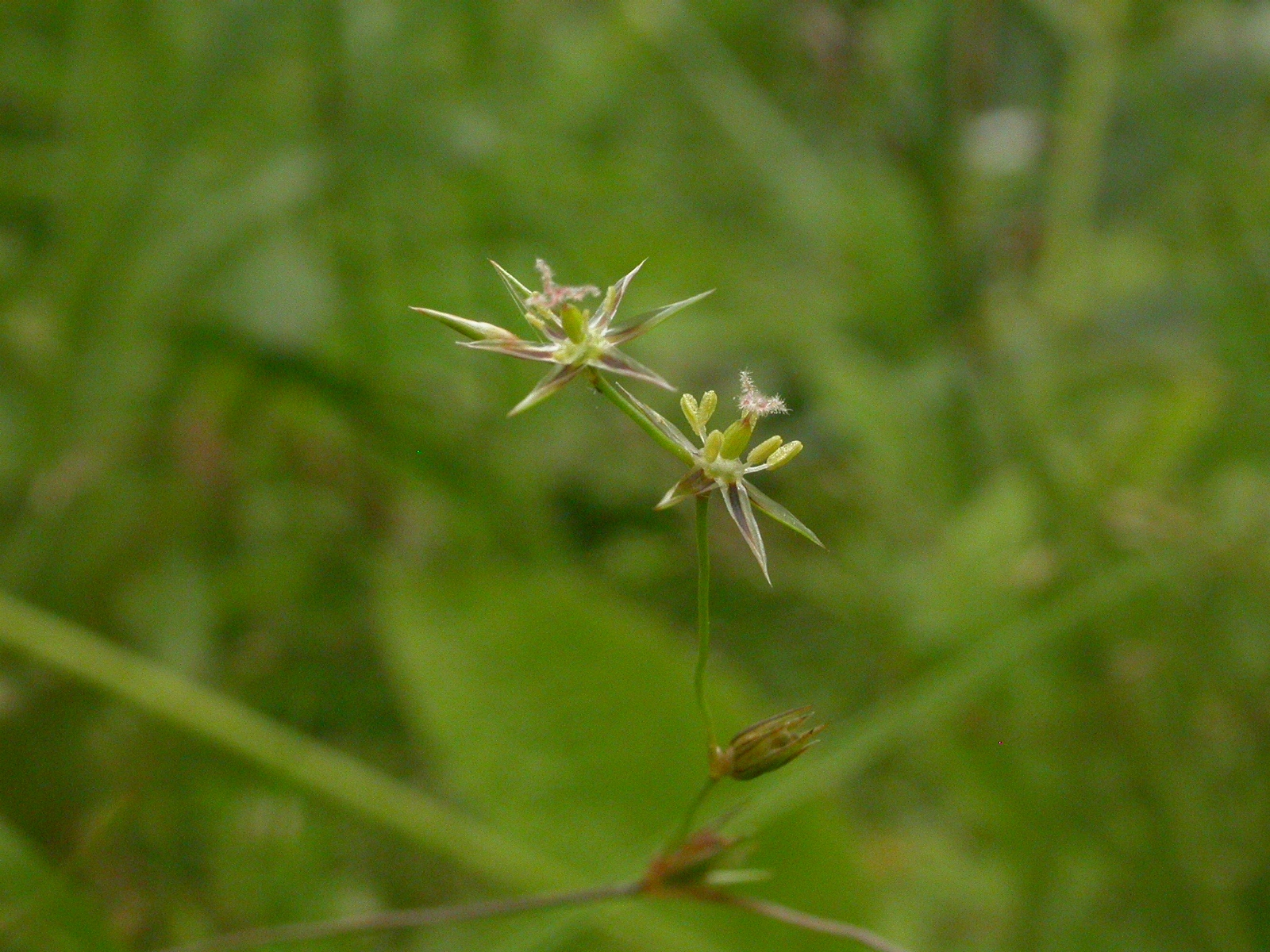
Bloem
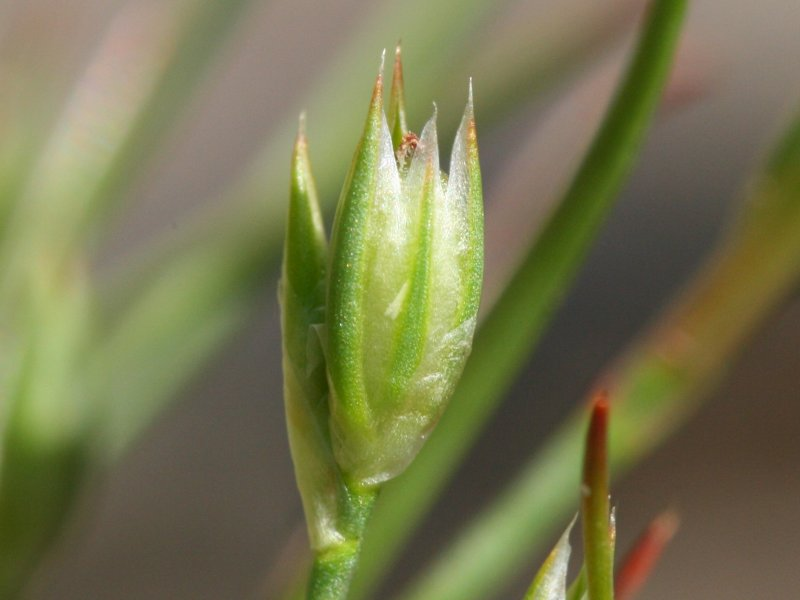
Bloem
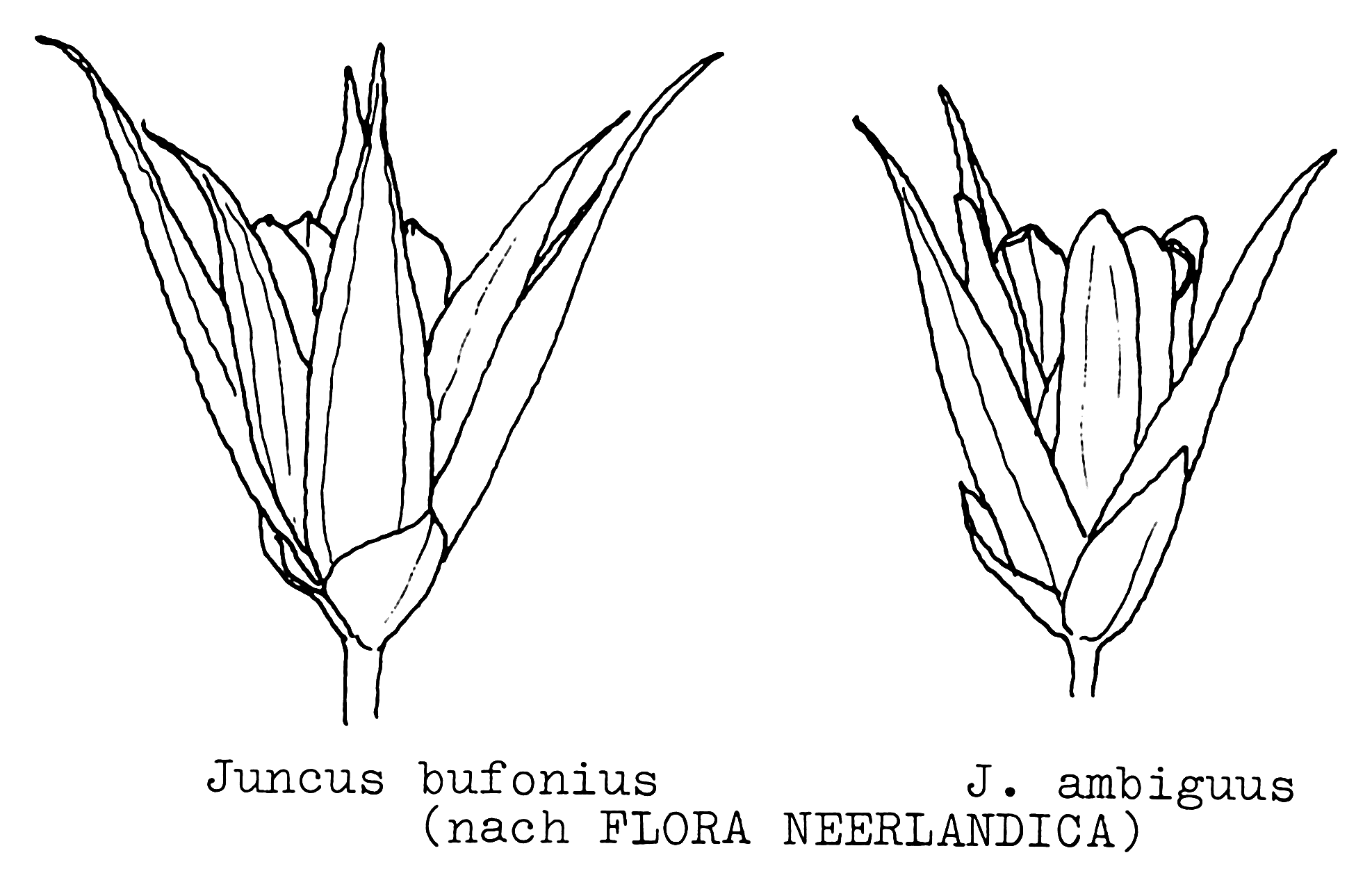
Greppelrus (links), Zilte greppelrus (rechts)
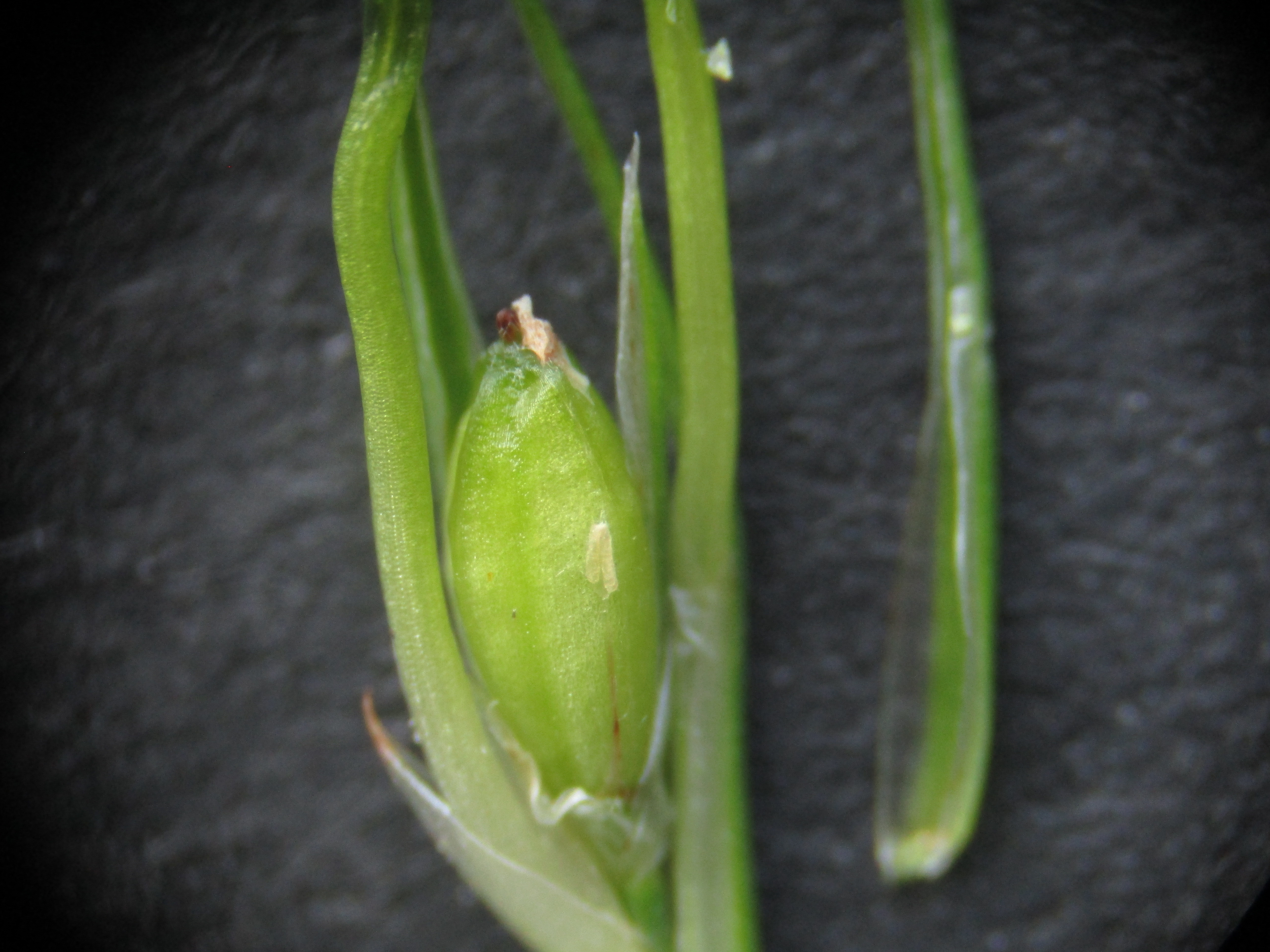
Doosvrucht
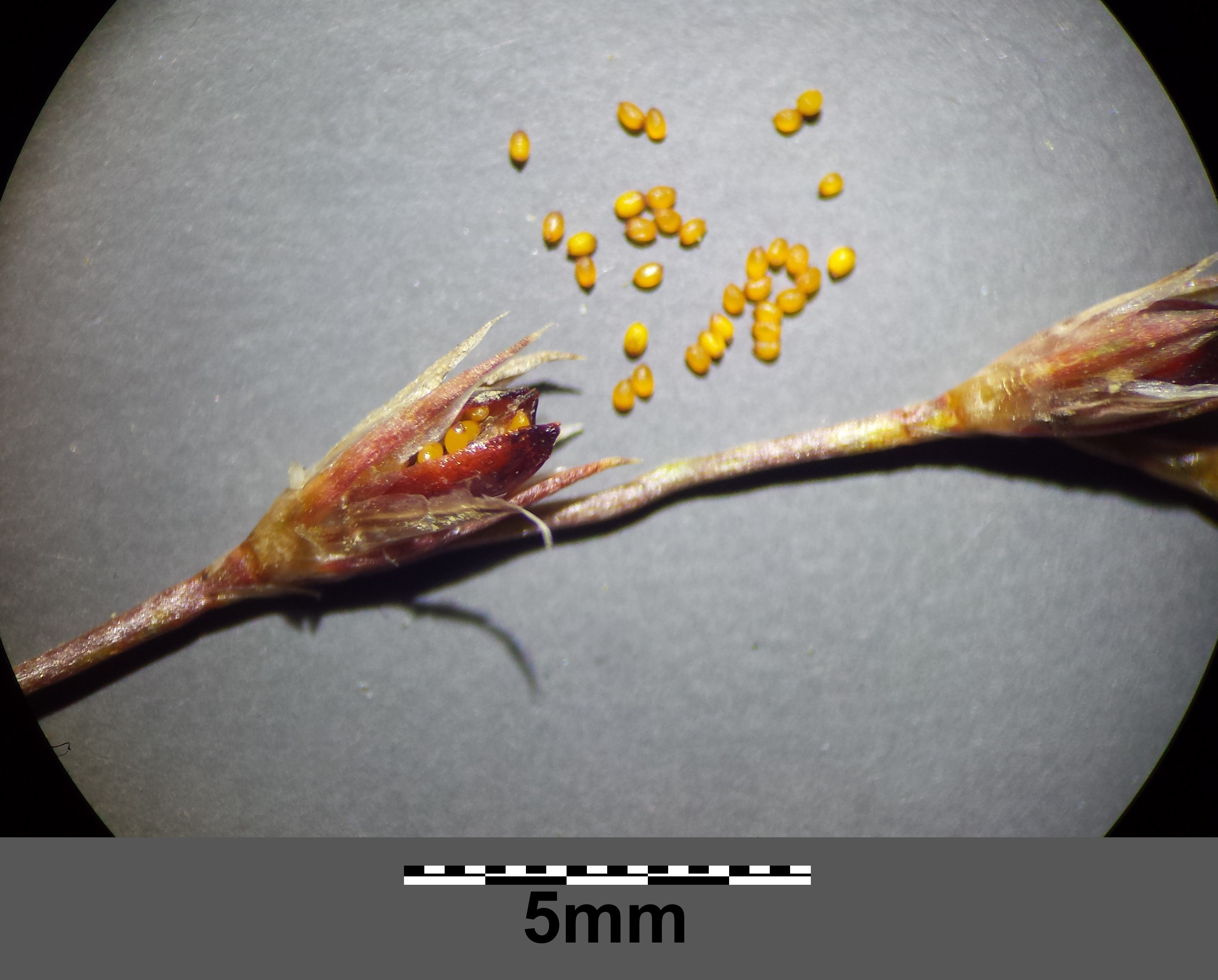
Doosvrucht met zaden
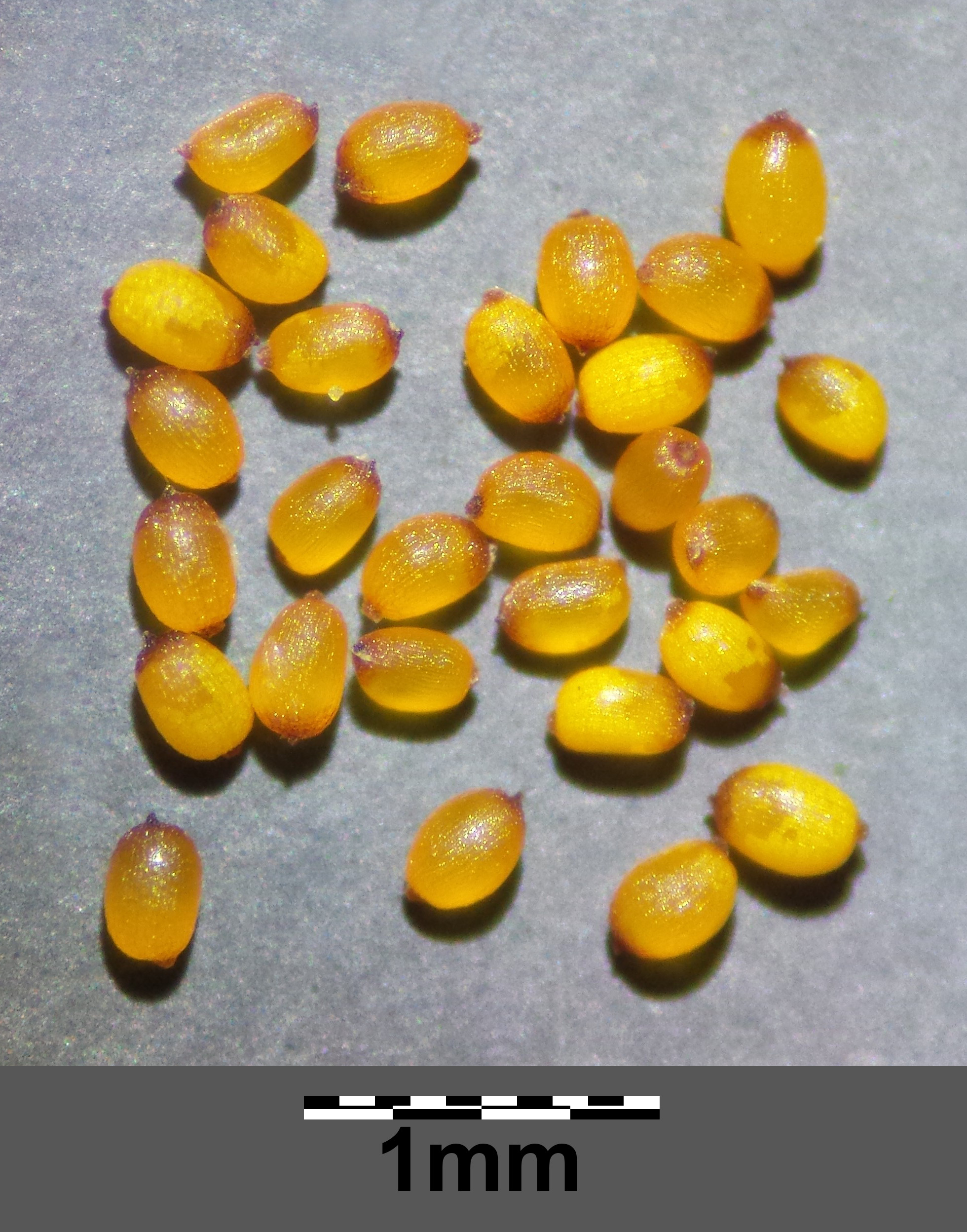
Zaden

## Plantengemeenschap
De greppelrus is een kensoort voor de dwergbiezen-klasse (Isoeto-Nanojuncetea).